# Lista siturilor arheologice din județul Harghita - M
Lista siturilor arheologice din județul Harghita - M conține toate siturile arheologice din județul Harghita înscrise în Repertoriul Arheologic Național (RAN) și aflate în localități al căror nume începe cu litera M. RAN este administrat de Ministerul Culturii și Patrimoniului Național și cuprinde date științifice, cartografice, topografice, imagini și planuri, precum și orice alte informații privitoare la zonele cu potențial arheologic, studiate sau nu, încă existente sau dispărute.
Puteți căuta un sit din localitățile care încep cu litera M folosind formularul de mai jos sau puteți naviga prin toate siturile din județ la Lista siturilor arheologice din județul Harghita.
| Cod RAN                                   | Denumire | Localitate                                           | Adresă                                                  | Datare                                 | Descoperit | Coordonate                                    | Imagine           | Erori            |
| ----------------------------------------- | --- | ---------------------------------------------------- | ------------------------------------------------------- | -------------------------------------- | ---------- | --------------------------------------------- | ----------------- | ---------------- |
| 85065.01.01 (Cod LMI: HR-I-m-B-12679.05)  | Situl arheologic de la Merești - "Dâmbul Pipașilor" / ansamblu anonim (Categorie: locuire civilă) (Tip: Așezare)                                                                                        | sat Merești, comuna Merești                          | Dâmbul Pipașilor                                        | Wietenberg                             | 1986       | 46°13′40″N 25°30′09″E / 46.22765°N 25.50248°E | Încărcați imagine | Raportați eroare |
| 85065.01.02 (Cod LMI: HR-I-m-B-12679.03)  | Situl arheologic de la Merești - "Dâmbul Pipașilor" / ansamblu anonim (Categorie: locuire civilă) (Tip: Așezare)                                                                                        | sat Merești, comuna Merești                          | Dâmbul Pipașilor                                        | sec.II î.Chr. - I p.Chr.               | 1986       | 46°13′40″N 25°30′09″E / 46.22765°N 25.50248°E | Încărcați imagine | Raportați eroare |
| 85065.01.03 (Cod LMI: HR-I-m-B-12679.02)  | Situl arheologic de la Merești - "Dâmbul Pipașilor" / ansamblu anonim (Categorie: locuire civilă) (Tip: Așezare)                                                                                        | sat Merești, comuna Merești                          | Dâmbul Pipașilor                                        | sec.VII-VIII                           | 1986       | 46°13′40″N 25°30′09″E / 46.22765°N 25.50248°E | Încărcați imagine | Raportați eroare |
| 85065.01.04 (Cod LMI: HR-I-m-B-12679.01)  | Situl arheologic de la Merești - "Dâmbul Pipașilor" / ansamblu anonim (Categorie: locuire civilă) (Tip: Așezare)                                                                                        | sat Merești, comuna Merești                          | Dâmbul Pipașilor                                        | sec.XII-XIII                           | 1986       | 46°13′40″N 25°30′09″E / 46.22765°N 25.50248°E | Încărcați imagine | Raportați eroare |
| 85065.01.05 (Cod LMI: HR-I-m-B-12679.04)  | Situl arheologic de la Merești - "Dâmbul Pipașilor" / ansamblu anonim (Categorie: locuire civilă) (Tip: Așezare)                                                                                        | sat Merești, comuna Merești                          | Dâmbul Pipașilor                                        |                                        | 1986       | 46°13′40″N 25°30′09″E / 46.22765°N 25.50248°E | Încărcați imagine | Raportați eroare |
| 83339.04.01 (Cod LMI: HR-I-s-B-12644)     | Fortificația medievală de la Miercurea Ciuc - "Cetatea de sare" / ansamblu anonim (Categorie: fortificație) (Tip: Fortificație)                                                                         | municipiul Miercurea Ciuc                            | Cetatea de sare                                         |                                        |            | 46°22′23″N 25°50′39″E / 46.3731°N 25.84411°E  | Încărcați imagine | Raportați eroare |
| 84932.01.01 (Cod LMI: HR-I-s-B-12676)     | Așezarea romană de la Mărtiniș / ansamblu anonim (Categorie: locuire civilă) (Tip: Așezare) | sat Mărtiniș, comuna Mărtiniș                        |                                                         |                                        |            |                                               | Încărcați imagine | Raportați eroare |
| 86071.01.01 (Cod LMI: HR-I-m-B-12677.03)  | Așezarea de la Medișoru Mare - "Pământul de Mazăre" / ansamblu anonim(Grădina cu fânețuri) (Categorie: locuire civilă) (Tip: Așezare)                                                                   | sat Medișoru Mare, comuna Șimonești                  | Pământul de mazăre                                      |                                        |            | 46°21′17″N 25°04′04″E / 46.35475°N 25.06788°E | Încărcați imagine | Raportați eroare |
| 86071.01.02 (Cod LMI: HR-I-m-B-12677.01)  | Așezarea de la Medișoru Mare - "Pământul de Mazăre" / ansamblu anonim(Grădina cu fânețuri) (Categorie: locuire civilă) (Tip: Așezare)                                                                   | sat Medișoru Mare, comuna Șimonești                  | Pământul de mazăre                                      | sec. VII - VIII                        |            | 46°21′17″N 25°04′04″E / 46.35475°N 25.06788°E | Încărcați imagine | Raportați eroare |
| 86071.01.03 (Cod LMI: HR-I-s-B-12677)     | Așezarea de la Medișoru Mare - "Pământul de Mazăre" / ansamblu anonim(Grădina cu fânețuri) (Categorie: locuire civilă) (Tip: Așezare)                                                                   | sat Medișoru Mare, comuna Șimonești                  | Pământul de mazăre                                      |                                        |            | 46°21′17″N 25°04′04″E / 46.35475°N 25.06788°E | Încărcați imagine | Raportați eroare |
| 86071.01.04 (Cod LMI: HR-I-m-B-12677.02)  | Așezarea de la Medișoru Mare - "Pământul de Mazăre" / ansamblu anonim(Grădina cu fânețuri) (Categorie: locuire civilă) (Tip: Așezare)                                                                   | sat Medișoru Mare, comuna Șimonești                  | Pământul de mazăre                                      | geto-dacică                            |            | 46°21′17″N 25°04′04″E / 46.35475°N 25.06788°E | Încărcați imagine | Raportați eroare |
| 86071.02.01 (Cod LMI: HR-I-s-B-12678)     | Așezarea medievală de la Medișoru Mare - "Grădini rotunde" / ansamblu anonim (Categorie: locuire civilă) (Tip: Așezare)                                                                                 | sat Medișoru Mare, comuna Șimonești                  | Grădini rotunde (Kerek kertek)                          | sec. XI - XII                          |            | 46°21′44″N 25°04′51″E / 46.36226°N 25.08095°E | Încărcați imagine | Raportați eroare |
| 85065.02.01 (Cod LMI: HR-I-s-B-12680)     | Fortificația medievală de la Merești - "Masa de piatră" / ansamblu anonim (Categorie: fortificație) (Tip: Fortificație)                                                                                 | sat Merești, comuna Merești                          | Masa de piatră (Asztalkö)                               | sec. XII - XIII                        |            | 46°15′25″N 25°27′59″E / 46.25707°N 25.46639°E | Încărcați imagine | Raportați eroare |
| 85065.02.02 (Cod LMI: HR-I-s-B-12680)     | Fortificația medievală de la Merești - "Masa de piatră" / ansamblu anonim (Categorie: fortificație) (Tip: Tumul)                                                                                        | sat Merești, comuna Merești                          | Masa de piatră (Asztalkö)                               |                                        |            | 46°15′25″N 25°27′59″E / 46.25707°N 25.46639°E | Încărcați imagine | Raportați eroare |
| 85083.01.01 (Cod LMI: HR-I-s-B-12681)     | Așezarea geto-dacică de la Mihăileni - "Pallagföld" / ansamblu anonim (Categorie: locuire civilă) (Tip: Așezare)                                                                                        | sat Mihăileni, comuna Mihăileni                      | Pallagföld                                              | geto-dacică sec. I a. Chr. - I p. Chr. |            |                                               | Încărcați imagine | Raportați eroare |
| 85083.02.01 (Cod LMI: HR-I-s-B-12682)     | Așezarea medievală de la Mihăileni - "Cibrefalva" / ansamblu anonim (Categorie: locuire civilă) (Tip: Așezare rurală)                                                                                   | sat Mihăileni, comuna Mihăileni                      | Cibrefalva                                              | sec. XV - 1694                         |            |                                               | Încărcați imagine | Raportați eroare |
| 85083.02.02 (Cod LMI: HR-I-s-B-12682)     | Așezarea medievală de la Mihăileni - "Cibrefalva" / ansamblu anonim (Categorie: locuire civilă) (Tip: sit)                                                                                              | sat Mihăileni, comuna Mihăileni                      | Cibrefalva                                              |                                        |            |                                               | Încărcați imagine | Raportați eroare |
| 85136.01.01 (Cod LMI: HR-I-s-B-12683)     | Așezarea eneolitică de la Mugeni - "Pagyvantetö" / ansamblu anonim (Categorie: locuire civilă) (Tip: Așezare)                                                                                           | sat Mugeni, comuna Mugeni                            | Pagyvantetö                                             | Cucuteni - Ariușd - B                  |            | 46°15′36″N 25°13′47″E / 46.26003°N 25.22986°E | Încărcați imagine | Raportați eroare |
| 85136.01.02 (Cod LMI: HR-I-s-B-12683)     | Așezarea eneolitică de la Mugeni - "Pagyvantetö" / ansamblu anonim (Categorie: locuire civilă) (Tip: Așezare)                                                                                           | sat Mugeni, comuna Mugeni                            | Pagyvantetö                                             | Coțofeni                               |            | 46°15′36″N 25°13′47″E / 46.26003°N 25.22986°E | Încărcați imagine | Raportați eroare |
| 85136.01.03 (Cod LMI: HR-I-s-B-12683)     | Așezarea eneolitică de la Mugeni - "Pagyvantetö" / ansamblu anonim (Categorie: locuire civilă) (Tip: Așezare)                                                                                           | sat Mugeni, comuna Mugeni                            | Pagyvantetö                                             | Bodrogkeresztur                        |            | 46°15′36″N 25°13′47″E / 46.26003°N 25.22986°E | Încărcați imagine | Raportați eroare |
| 85136.02.01 (Cod LMI: HR-I-m-B-12684.02)  | Așezarea daco-romană de la Mugeni - "Ibortöve" / ansamblu anonim (Categorie: locuire civilă) (Tip: Villa rustica)                                                                                       | sat Mugeni, comuna Mugeni                            | Ibortöve                                                |                                        |            |                                               | Încărcați imagine | Raportați eroare |
| 85136.02.02 (Cod LMI: HR-I-m-B-12684.01)  | Așezarea daco-romană de la Mugeni - "Ibortöve" / ansamblu anonim (Categorie: locuire civilă) (Tip: Așezare)                                                                                             | sat Mugeni, comuna Mugeni                            | Ibortöve                                                |                                        |            |                                               | Încărcați imagine | Raportați eroare |
| 85136.03.01 (Cod LMI: HR-I-s-B-12685)     | Așezarea hallstattiană de la Mugeni - "Telekutza" / ansamblu anonim (Categorie: locuire civilă) (Tip: Așezare)                                                                                          | sat Mugeni, comuna Mugeni                            | Telekutza                                               |                                        |            | 46°15′20″N 25°13′46″E / 46.25555°N 25.22948°E | Încărcați imagine | Raportați eroare |
| 85136.04.01 (Cod LMI: HR-I-m-B-12686.05)  | Așezarea de la Mugeni - "Vislok" / ansamblu anonim (Categorie: locuire civilă) (Tip: Așezare) | sat Mugeni, comuna Mugeni                            | Vislok                                                  | Wietenberg                             |            | 46°15′39″N 25°12′52″E / 46.26079°N 25.2145°E  | Încărcați imagine | Raportați eroare |
| 85136.04.02 (Cod LMI: HR-I-m-B-12686.02)  | Așezarea de la Mugeni - "Vislok" / ansamblu anonim (Categorie: locuire civilă) (Tip: Locuire) | sat Mugeni, comuna Mugeni                            | Vislok                                                  | daco-romană sec. IV                    |            | 46°15′39″N 25°12′52″E / 46.26079°N 25.2145°E  | Încărcați imagine | Raportați eroare |
| 85136.04.03 (Cod LMI: HR-I-m-B-12686.01)  | Așezarea de la Mugeni - "Vislok" / ansamblu anonim (Categorie: locuire civilă) (Tip: Locuire) | sat Mugeni, comuna Mugeni                            | Vislok                                                  | sec. XI - XII                          |            | 46°15′39″N 25°12′52″E / 46.26079°N 25.2145°E  | Încărcați imagine | Raportați eroare |
| 85136.04.04 (Cod LMI: HR-I-s-B-12686)     | Așezarea de la Mugeni - "Vislok" / ansamblu anonim (Categorie: locuire civilă) (Tip: Așezare) | sat Mugeni, comuna Mugeni                            | Vislok                                                  | Cucuteni - Ariușd                      |            | 46°15′39″N 25°12′52″E / 46.26079°N 25.2145°E  | Încărcați imagine | Raportați eroare |
| 85136.04.05 (Cod LMI: HR-I-m-B-12686.03)  | Așezarea de la Mugeni - "Vislok" / ansamblu anonim (Categorie: locuire civilă) (Tip: Așezare) | sat Mugeni, comuna Mugeni                            | Vislok                                                  |                                        |            | 46°15′39″N 25°12′52″E / 46.26079°N 25.2145°E  | Încărcați imagine | Raportați eroare |
| 85136.04.06 (Cod LMI: HR-I-m-B-12686.04)  | Așezarea de la Mugeni - "Vislok" / ansamblu anonim (Categorie: locuire civilă) (Tip: Așezare) | sat Mugeni, comuna Mugeni                            | Vislok                                                  |                                        |            | 46°15′39″N 25°12′52″E / 46.26079°N 25.2145°E  | Încărcați imagine | Raportați eroare |
| 85065.03.01                               | Așezarea fortificată Latene de la Merești / ansamblu anonim (Categorie: locuire civilă) (Tip: Așezare fortificată)                                                                                      | sat Merești, comuna Merești                          |                                                         | dacilor liberi                         |            |                                               | Încărcați imagine | Raportați eroare |
| 83927.01.01                               | Așezarea Wietenberg de la Medișoru Mic - "Amburus" / ansamblu anonim (Categorie: locuire civilă) (Tip: Așezare)                                                                                         | sat Medișoru Mic, comuna Avrămești                   | Amburus                                                 | Wietenberg                             |            | 46°22′37″N 25°02′13″E / 46.37684°N 25.03681°E | Încărcați imagine | Raportați eroare |
| 83927.01.02                               | Așezarea Wietenberg de la Medișoru Mic - "Amburus" / ansamblu anonim (Categorie: locuire civilă) (Tip: Așezare)                                                                                         | sat Medișoru Mic, comuna Avrămești                   | Amburus                                                 |                                        |            | 46°22′37″N 25°02′13″E / 46.37684°N 25.03681°E | Încărcați imagine | Raportați eroare |
| 83927.01.03                               | Așezarea Wietenberg de la Medișoru Mic - "Amburus" / ansamblu anonim (Categorie: locuire civilă) (Tip: Așezare)                                                                                         | sat Medișoru Mic, comuna Avrămești                   | Amburus                                                 | geto-dacică                            |            | 46°22′37″N 25°02′13″E / 46.37684°N 25.03681°E | Încărcați imagine | Raportați eroare |
| 83927.01.04                               | Așezarea Wietenberg de la Medișoru Mic - "Amburus" / ansamblu anonim (Categorie: locuire civilă) (Tip: Așezare)                                                                                         | sat Medișoru Mic, comuna Avrămești                   | Amburus                                                 |                                        |            | 46°22′37″N 25°02′13″E / 46.37684°N 25.03681°E | Încărcați imagine | Raportați eroare |
| 83927.01.05                               | Așezarea Wietenberg de la Medișoru Mic - "Amburus" / ansamblu anonim (Categorie: locuire civilă) (Tip: Așezare)                                                                                         | sat Medișoru Mic, comuna Avrămești                   | Amburus                                                 | sec.VIII-IX                            |            | 46°22′37″N 25°02′13″E / 46.37684°N 25.03681°E | Încărcați imagine | Raportați eroare |
| 84255.01.01                               | Așezarea geto-dacică de la Mădăraș - "Hátsó Sásazó" / ansamblu anonim (Categorie: locuire civilă) (Tip: Așezare)                                                                                        | sat Mădăraș, comuna Mădăraș                          | Hátsó Sásazó                                            | geto-dacică sec. I î.Chr. - I d.Chr.   |            |                                               | Încărcați imagine | Raportați eroare |
| 84406.01                                  | Secerile de bronz de la Mujna (Categorie: descoperire izolată) (Tip: obiect izolat) | sat Mujna, comuna Dârjiu                             |                                                         |                                        |            |                                               | Încărcați imagine | Raportați eroare |
| 84406.02                                  | Brățara medievală de la Mujina (Categorie: descoperire izolată) (Tip: obiect izolat) | sat Mujna, comuna Dârjiu                             |                                                         | sec. V- VI, sec.V - VI                 |            |                                               | Încărcați imagine | Raportați eroare |
| 84406.03.01                               | Ansamblul bisericii medievale reformate de la Mujina / ansamblu anonim (Categorie: structură de cult/religioasă) (Tip: Biserică)                                                                        | sat Mujna, comuna Dârjiu                             | 54, punct Biserica reformată                            | sec.XV                                 |            |                                               | Încărcați imagine | Raportați eroare |
| 84406.03.02                               | Ansamblul bisericii medievale reformate de la Mujina / ansamblu anonim (Categorie: structură de cult/religioasă) (Tip: Turn clopotniță)                                                                 | sat Mujna, comuna Dârjiu                             | 54, punct Biserica reformată                            | sec.XV                                 |            |                                               | Încărcați imagine | Raportați eroare |
| 84406.03.03                               | Ansamblul bisericii medievale reformate de la Mujina / ansamblu anonim (Categorie: structură de cult/religioasă) (Tip: Zid de incintă)                                                                  | sat Mujna, comuna Dârjiu                             | 54, punct Biserica reformată                            | sec.XV                                 |            |                                               | Încărcați imagine | Raportați eroare |
| 84932.02.01                               | Situl preistoric de la Mărtiniș - "Lodoc" / ansamblu anonim (Categorie: locuire) (Tip: sit) | sat Mărtiniș, comuna Mărtiniș                        | Lodoc                                                   |                                        |            |                                               | Încărcați imagine | Raportați eroare |
| 84932.03.01                               | Situl arheologic de tip Noua de la Mărtiniș / ansamblu anonim (Categorie: locuire) (Tip: Locuire) | sat Mărtiniș, comuna Mărtiniș                        |                                                         | Noua                                   |            |                                               | Încărcați imagine | Raportați eroare |
| 84932.04                                  | Monedele grecești de la Mărtiniș (Categorie: descoperire izolată) (Tip: obiect izolat) | sat Mărtiniș, comuna Mărtiniș                        |                                                         |                                        |            |                                               | Încărcați imagine | Raportați eroare |
| 84932.05.01                               | Tezaurul monetar roman de la Mărtiniș / ansamblu anonim (Categorie: depozit/tezaur) (Tip: tezaur) | sat Mărtiniș, comuna Mărtiniș                        |                                                         |                                        |            |                                               | Încărcați imagine | Raportați eroare |
| 85065.04                                  | Descoperirile preistorice de la Merești - "Cheile Vârghișului" (Categorie: locuire civilă) (Tip: locuire în peșteră)                                                                                    | sat Merești, comuna Merești                          | Cheile Vârghișului                                      |                                        |            | 46°14′03″N 25°31′35″E / 46.23412°N 25.52647°E | Încărcați imagine | Raportați eroare |
| 85065.04.01                               | Descoperirile preistorice de la Merești - "Cheile Vârghișului" / ansamblu anonim (Categorie: locuire civilă) (Tip: Așezare)                                                                             | sat Merești, comuna Merești                          | Cheile Vârghișului                                      | Aurignacian                            |            | 46°14′03″N 25°31′35″E / 46.23412°N 25.52647°E | Încărcați imagine | Raportați eroare |
| 85065.04.02                               | Descoperirile preistorice de la Merești - "Cheile Vârghișului" / ansamblu anonim (Categorie: locuire civilă) (Tip: Mormânt)                                                                             | sat Merești, comuna Merești                          | Cheile Vârghișului                                      |                                        |            | 46°14′03″N 25°31′35″E / 46.23412°N 25.52647°E | Încărcați imagine | Raportați eroare |
| 85065.04.03                               | Descoperirile preistorice de la Merești - "Cheile Vârghișului" / ansamblu anonim (Categorie: locuire civilă) (Tip: Așezare)                                                                             | sat Merești, comuna Merești                          | Cheile Vârghișului                                      | Wietenberg                             |            | 46°14′03″N 25°31′35″E / 46.23412°N 25.52647°E | Încărcați imagine | Raportați eroare |
| 83339.13.01                               | Situl arheologic de la Miercurea Ciuc - "Șuta" / ansamblu anonim (Categorie: depozit/tezaur) (Tip: Depozit)                                                                                             | municipiul Miercurea Ciuc                            | Șuta                                                    | Noua - D                               |            |                                               | Încărcați imagine | Raportați eroare |
| 83339.13.02                               | Situl arheologic de la Miercurea Ciuc - "Șuta" / ansamblu anonim (Categorie: depozit/tezaur) (Tip: Așezare)                                                                                             | municipiul Miercurea Ciuc                            | Șuta                                                    | Wietenberg                             |            |                                               | Încărcați imagine | Raportați eroare |
| 83339.13.03                               | Situl arheologic de la Miercurea Ciuc - "Șuta" / ansamblu anonim (Categorie: depozit/tezaur) (Tip: așezare deschisă)                                                                                    | municipiul Miercurea Ciuc                            | Șuta                                                    | Hallstatt                              |            |                                               | Încărcați imagine | Raportați eroare |
| 83339.14.01                               | Situl preistoric de la Miercurea Ciuc - "Băi" / ansamblu anonim (Categorie: locuire) (Tip: Locuire) | municipiul Miercurea Ciuc                            | Băi                                                     |                                        |            | 46°20′47″N 25°47′17″E / 46.34644°N 25.78818°E | Încărcați imagine | Raportați eroare |
| 83339.14.02                               | Situl preistoric de la Miercurea Ciuc - "Băi" / ansamblu anonim (Categorie: locuire) (Tip: Locuire) | municipiul Miercurea Ciuc                            | Băi                                                     |                                        |            | 46°20′47″N 25°47′17″E / 46.34644°N 25.78818°E | Încărcați imagine | Raportați eroare |
| 83339.14.03                               | Situl preistoric de la Miercurea Ciuc - "Băi" / ansamblu anonim (Categorie: locuire) (Tip: Locuire) | municipiul Miercurea Ciuc                            | Băi                                                     | dacică                                 |            | 46°20′47″N 25°47′17″E / 46.34644°N 25.78818°E | Încărcați imagine | Raportați eroare |
| 83339.15.01                               | Așezarea Wietenberg de la Miercurea Ciuc - "Str. T. Vladimirescu" / ansamblu anonim (Categorie: locuire civilă) (Tip: Așezare)                                                                          | municipiul Miercurea Ciuc                            | Str. Vladimirescu, punct Str. T. Vladimirescu           | Wietenberg                             |            | 46°21′17″N 25°48′36″E / 46.35486°N 25.80997°E | Încărcați imagine | Raportați eroare |
| 83339.16                                  | Obiectele de bronz de la Miercurea Ciuc - vechiul sat Toplița (Categorie: descoperire izolată) (Tip: obiect izolat)                                                                                     | municipiul Miercurea Ciuc                            | vechiul sat Toplița                                     |                                        |            |                                               | Încărcați imagine | Raportați eroare |
| 83339.16.01                               | Obiectele de bronz de la Miercurea Ciuc - vechiul sat Toplița / ansamblu anonim (Categorie: descoperire izolată)                                                                                        | municipiul Miercurea Ciuc                            | vechiul sat Toplița                                     |                                        |            |                                               | Încărcați imagine | Raportați eroare |
| 83339.17.01                               | Situl arheologic de la Miercurea Ciuc - Cioboteni - "Grădina Fodor" / ansamblu anonim (Categorie: locuire civilă) (Tip: Așezare)                                                                        | municipiul Miercurea Ciuc                            | Grădina Fodor                                           | geto-dacică sec. I- î.Chr. - I d.Chr.  |            |                                               | Încărcați imagine | Raportați eroare |
| 83339.17.02                               | Situl arheologic de la Miercurea Ciuc - Cioboteni - "Grădina Fodor" / ansamblu anonim (Categorie: locuire civilă) (Tip: așezare deschisă)                                                               | municipiul Miercurea Ciuc                            | Grădina Fodor                                           | sec. IV, VII-VIII                      |            |                                               | Încărcați imagine | Raportați eroare |
| 83339.18.01                               | Necropola medievală de la Miercurea Ciuc - Cioboteni - "Dealul lui Adam și Eva" / ansamblu anonim (Categorie: descoperire funerară) (Tip: Necropolă de inhumație)                                       | municipiul Miercurea Ciuc                            | Dealul lui Adam și Eva                                  |                                        |            |                                               | Încărcați imagine | Raportați eroare |
| 83339.19.01                               | Așezările din epoca bronzului de la Miercurea-Ciuc - "Czáka" / ansamblu anonim (Categorie: locuire civilă) (Tip: Așezare)                                                                               | municipiul Miercurea Ciuc                            | Czáka                                                   | Coțofeni                               |            | 46°21′57″N 25°49′20″E / 46.36595°N 25.82227°E | Încărcați imagine | Raportați eroare |
| 83339.19.02                               | Așezările din epoca bronzului de la Miercurea-Ciuc - "Czáka" / ansamblu anonim (Categorie: locuire civilă) (Tip: Așezare)                                                                               | municipiul Miercurea Ciuc                            | Czáka                                                   | Wietenberg                             |            | 46°21′57″N 25°49′20″E / 46.36595°N 25.82227°E | Încărcați imagine | Raportați eroare |
| 83339.20.01                               | Cetatea fără nume de la Miercurea Ciuc / ansamblu anonim (Categorie: construcție) (Tip: Cetate) | municipiul Miercurea Ciuc                            | Cetatea fără nume                                       |                                        |            | 46°22′50″N 25°52′22″E / 46.38061°N 25.87272°E | Încărcați imagine | Raportați eroare |
| 83339.21.01                               | Situl Noua de la Miercurea Ciuc -"Casa Inginerilor" / ansamblu anonim (Categorie: locuire) (Tip: Locuire)                                                                                               | municipiul Miercurea Ciuc                            | Casa Inginerilor                                        | Noua                                   |            |                                               | Încărcați imagine | Raportați eroare |
| 85083.03                                  | Așezarea de epoca bronzului de la Mihăileni - "Cimitirul vechi" (Categorie: descoperire izolată) (Tip: obiect izolat)                                                                                   | sat Mihăileni, comuna Mihăileni                      | Cimitirul vechi                                         |                                        |            |                                               | Încărcați imagine | Raportați eroare |
| 85083.03.01                               | Așezarea de epoca bronzului de la Mihăileni - "Cimitirul vechi" / ansamblu anonim (Categorie: descoperire izolată) (Tip: Așezare)                                                                       | sat Mihăileni, comuna Mihăileni                      | Cimitirul vechi                                         |                                        |            |                                               | Încărcați imagine | Raportați eroare |
| 85083.04.01                               | Așezarea hallstattiană de la Mihăileni - "Veresmart" / ansamblu anonim (Categorie: locuire civilă) (Tip: Așezare)                                                                                       | sat Mihăileni, comuna Mihăileni                      | Veresmart                                               |                                        |            |                                               | Încărcați imagine | Raportați eroare |
| 85083.04.02                               | Așezarea hallstattiană de la Mihăileni - "Veresmart" / ansamblu anonim (Categorie: locuire civilă) (Tip: Așezare)                                                                                       | sat Mihăileni, comuna Mihăileni                      | Veresmart                                               | geto-dacică                            |            |                                               | Încărcați imagine | Raportați eroare |
| 85083.04.03                               | Așezarea hallstattiană de la Mihăileni - "Veresmart" / ansamblu anonim (Categorie: locuire civilă) (Tip: Așezare)                                                                                       | sat Mihăileni, comuna Mihăileni                      | Veresmart                                               |                                        |            |                                               | Încărcați imagine | Raportați eroare |
| 85083.04.04                               | Așezarea hallstattiană de la Mihăileni - "Veresmart" / ansamblu anonim (Categorie: locuire civilă) (Tip: Așezare)                                                                                       | sat Mihăileni, comuna Mihăileni                      | Veresmart                                               | sec.VIII                               |            |                                               | Încărcați imagine | Raportați eroare |
| 85083.05.01                               | Cetatea geto-dacică de la Mihăileni - "Vár" / ansamblu anonim (Categorie: locuire civilă) (Tip: Cetate)                                                                                                 | sat Mihăileni, comuna Mihăileni                      | Vár                                                     | geto-dacică                            |            |                                               | Încărcați imagine | Raportați eroare |
| 85083.06.01                               | Situl geto-dacic de la Mihăileni - "Kerekparlag" / ansamblu anonim (Categorie: locuire) (Tip: sit) | sat Mihăileni, comuna Mihăileni                      | Kerekparlag                                             |                                        |            |                                               | Încărcați imagine | Raportați eroare |
| 85083.07.01                               | Situl hallstattian de la Mihăileni - "Consiliul Popular" / ansamblu anonim (Categorie: locuire) (Tip: sit)                                                                                              | sat Mihăileni, comuna Mihăileni                      | Consiliul Popular                                       |                                        |            |                                               | Încărcați imagine | Raportați eroare |
| 85083.07.02                               | Situl hallstattian de la Mihăileni - "Consiliul Popular" / ansamblu anonim (Categorie: locuire) (Tip: sit)                                                                                              | sat Mihăileni, comuna Mihăileni                      | Consiliul Popular                                       |                                        |            |                                               | Încărcați imagine | Raportați eroare |
| 85083.08.01                               | Așezarea geto-dacică de la Mihăileni -"Primărie" / ansamblu anonim (Categorie: locuire civilă) (Tip: Așezare)                                                                                           | sat Mihăileni, comuna Mihăileni                      | Centrul comunei                                         | geto-dacică sec. I                     |            |                                               | Încărcați imagine | Raportați eroare |
| 85136.05.01 (Cod LMI: HR-II-m-A-12881.01) | Ansamblul bisericii reformate de la Mugeni / ansamblu anonim (Categorie: structură de cult/religioasă) (Tip: Biserică)                                                                                  | sat Mugeni, comuna Mugeni                            | 232, punct Biserica Reformată                           | sec. XIII                              |            |                                               | Încărcați imagine | Raportați eroare |
| 85136.05.02 (Cod LMI: HR-II-m-A-12881.02) | Ansamblul bisericii reformate de la Mugeni / ansamblu anonim (Categorie: structură de cult/religioasă) (Tip: Zid de incintă)                                                                            | sat Mugeni, comuna Mugeni                            | 232, punct Biserica Reformată                           | sec. XIII                              |            |                                               | Încărcați imagine | Raportați eroare |
| 85136.06.01                               | Așezarea geto-dacică de la Mugeni - "Surpătura" / ansamblu anonim (Categorie: locuire civilă) (Tip: Așezare)                                                                                            | sat Mugeni, comuna Mugeni                            | Surpătura                                               | sec. I î.Chr. - I d.Chr.               |            | 46°15′43″N 25°12′46″E / 46.26183°N 25.21285°E | Încărcați imagine | Raportați eroare |
| 84932.08.01                               | Așezarea neolitică de la Mărtiniș / ansamblu anonim (Categorie: locuire civilă) (Tip: Așezare) | sat Mărtiniș, comuna Mărtiniș                        | Cetatea Banului Bella                                   |                                        |            |                                               | Încărcați imagine | Raportați eroare |
| 85065.05.01                               | Așezarea Petrești de la Merești / ansamblu anonim (Categorie: locuire civilă) (Tip: Așezare) | sat Merești, comuna Merești                          | Peștera Lolyuk                                          | Petrești                               |            |                                               | Încărcați imagine | Raportați eroare |
| 86071.03.01                               | Așezarea eneolitică de la Medișoru Mare / ansamblu anonim (Categorie: locuire civilă) (Tip: Așezare) | sat Medișoru Mare, comuna Șimonești                  | Kortetaja                                               | Cucuteni - Ariușd                      |            |                                               | Încărcați imagine | Raportați eroare |
| 86071.03.02                               | Așezarea eneolitică de la Medișoru Mare / ansamblu anonim (Categorie: locuire civilă) (Tip: neprecizat)                                                                                                 | sat Medișoru Mare, comuna Șimonești                  | Kortetaja                                               | Coțofeni                               |            |                                               | Încărcați imagine | Raportați eroare |
| 86071.03.03                               | Așezarea eneolitică de la Medișoru Mare / ansamblu anonim (Categorie: locuire civilă) (Tip: neprecizat)                                                                                                 | sat Medișoru Mare, comuna Șimonești                  | Kortetaja                                               | Wietenberg                             |            |                                               | Încărcați imagine | Raportați eroare |
| 85733.03.01                               | Așezarea preistorică de la Misentea / ansamblu anonim (Categorie: locuire civilă) (Tip: Așezare) | sat Misentea, comuna Leliceni                        | Templomtizes și Nagytizes                               |                                        |            | 46°19′38″N 25°53′40″E / 46.32715°N 25.89444°E | Încărcați imagine | Raportați eroare |
| 85733.03.02                               | Așezarea preistorică de la Misentea / ansamblu anonim (Categorie: locuire civilă) (Tip: Așezare) | sat Misentea, comuna Leliceni                        | Templomtizes și Nagytizes                               |                                        |            | 46°19′38″N 25°53′40″E / 46.32715°N 25.89444°E | Încărcați imagine | Raportați eroare |
| 85733.03.03                               | Așezarea preistorică de la Misentea / ansamblu anonim (Categorie: locuire civilă) (Tip: Așezare) | sat Misentea, comuna Leliceni                        | Templomtizes și Nagytizes                               | dacică                                 |            | 46°19′38″N 25°53′40″E / 46.32715°N 25.89444°E | Încărcați imagine | Raportați eroare |
| 85733.03.04                               | Așezarea preistorică de la Misentea / ansamblu anonim (Categorie: locuire civilă) (Tip: Așezare) | sat Misentea, comuna Leliceni                        | Templomtizes și Nagytizes                               |                                        |            | 46°19′38″N 25°53′40″E / 46.32715°N 25.89444°E | Încărcați imagine | Raportați eroare |
| 85733.02                                  | Topor neolitic din piatră la Misentea (Categorie: descoperire izolată) (Tip: obiect izolat) | sat Misentea, comuna Leliceni                        |                                                         |                                        |            |                                               | Încărcați imagine | Raportați eroare |
| 86071.04.01                               | Fragmente ceramice preistorice la Medișoru Mare / ansamblu anonim (Categorie: descoperire izolată) (Tip: neprecizat)                                                                                    | sat Medișoru Mare, comuna Șimonești                  |                                                         |                                        |            |                                               | Încărcați imagine | Raportați eroare |
| 86071.05.01                               | Așezare medievală la Medișoru Mare / ansamblu anonim (Categorie: locuire civilă) (Tip: Așezare) | sat Medișoru Mare, comuna Șimonești                  |                                                         | sec. XI -XII, XIII - XIV               |            | 46°21′48″N 25°04′07″E / 46.36327°N 25.06857°E | Încărcați imagine | Raportați eroare |
| 86071.06                                  | Obiecte preistorice la Medișoru Mare (Categorie: descoperire izolată) (Tip: obiect izolat) | sat Medișoru Mare, comuna Șimonești                  |                                                         |                                        |            |                                               | Încărcați imagine | Raportați eroare |
| 86071.07.01                               | Așezarea medievală de la Medișoru Mare / ansamblu anonim (Categorie: locuire civilă) (Tip: Așezare) | sat Medișoru Mare, comuna Șimonești                  |                                                         | sec. XVI - XVII                        |            |                                               | Încărcați imagine | Raportați eroare |
| 86071.08.01                               | Conacul familiei Bencser de la Medișoru Mare / ansamblu anonim (Categorie: construcție) (Tip: Conac) | sat Medișoru Mare, comuna Șimonești                  | Grădina Bencser                                         | sec. XVI - XVIII                       |            |                                               | Încărcați imagine | Raportați eroare |
| 86071.09.01                               | Grădina medievală a familiei Jeddi de la Medișoru Mare / ansamblu anonim (Categorie: construcție) (Tip: Construcție)                                                                                    | sat Medișoru Mare, comuna Șimonești                  | Grădina casei de piatră                                 | sec. XVII                              |            |                                               | Încărcați imagine | Raportați eroare |
| 86071.10.01                               | Așezarea medievală de la Medișoru Mare -"Urcușul cimitirului" / ansamblu anonim (Categorie: locuire) (Tip: sit)                                                                                         | sat Medișoru Mare, comuna Șimonești                  | Urcușul cimitirului                                     | sec. VIII - IX                         |            | 46°21′24″N 25°04′27″E / 46.35659°N 25.07405°E | Încărcați imagine | Raportați eroare |
| 86071.11.01                               | Situl preistoric de la Medișoru Mare -"Muntele de pază" / ansamblu anonim (Categorie: descoperire funerară) (Tip: neprecizat)                                                                           | sat Medișoru Mare, comuna Șimonești                  | Muntele de pază                                         |                                        |            |                                               | Încărcați imagine | Raportați eroare |
| 83339.31.01 (Cod LMI: HR-II-m-A-12726.01) | Cetatea Mikó de la Miercurea Ciuc / ansamblu Cetatea Mikó (Categorie: locuire civilă) (Tip: Cetate) | municipiul Miercurea Ciuc                            | Piața Cetății 2                                         | 1623, reconst. 1714 - 1716             |            |                                               | Încărcați imagine | Raportați eroare |
| 83339.31.01 (Cod LMI: HR-II-m-A-12726.01) | Cetatea Mikó de la Miercurea Ciuc / ansamblu Cetatea Mikó / complex anonim (Categorie: locuire civilă) (Tip: șanț de apărare)                                                                           | municipiul Miercurea Ciuc                            | Piața Cetății 2                                         | sec. XVIII                             |            |                                               | Încărcați imagine | Raportați eroare |
| 83339.31.01 (Cod LMI: HR-II-m-A-12726.01) | Cetatea Mikó de la Miercurea Ciuc / ansamblu Cetatea Mikó / complex anonim (Categorie: locuire civilă) (Tip: turn de poartă)                                                                            | municipiul Miercurea Ciuc                            | Piața Cetății 2                                         | sec. XVIII                             |            |                                               | Încărcați imagine | Raportați eroare |
| 83339.28.01 (Cod LMI: HR-II-m-A-12724.01) | Ansamblul bisericii romano-catolice "Sf. Petru și Pavel" de la Miercurea Ciuc / ansamblu Biserica "Sf. Petru și Pavel" (Categorie: structură de cult/religioasă) (Tip: Biserică)                        | municipiul Miercurea Ciuc                            | str. Caianu Ion 53, str. Kajoni nr. 47, punct Ciuboteni | sec. XIV, XV, XVII-XIX                 |            |                                               | Încărcați imagine | Raportați eroare |
| 83339.28.01 (Cod LMI: HR-II-m-A-12724.01) | Ansamblul bisericii romano-catolice "Sf. Petru și Pavel" de la Miercurea Ciuc / ansamblu Biserica "Sf. Petru și Pavel" / complex anonim (Categorie: structură de cult/religioasă) (Tip: turn)           | municipiul Miercurea Ciuc                            | str. Caianu Ion 53, str. Kajoni nr. 47, punct Ciuboteni | sec. XV                                |            |                                               | Încărcați imagine | Raportați eroare |
| 83339.28.01 (Cod LMI: HR-II-m-A-12724.01) | Ansamblul bisericii romano-catolice "Sf. Petru și Pavel" de la Miercurea Ciuc / ansamblu Biserica "Sf. Petru și Pavel" / complex anonim (Categorie: structură de cult/religioasă) (Tip: zid de incintă) | municipiul Miercurea Ciuc                            | str. Caianu Ion 53, str. Kajoni nr. 47, punct Ciuboteni | sec. XV                                |            |                                               | Încărcați imagine | Raportați eroare |
| 83339.28.02 (Cod LMI: HR-II-a-A-12724)    | Ansamblul bisericii romano-catolice "Sf. Petru și Pavel" de la Miercurea Ciuc / ansamblu anonim (Categorie: structură de cult/religioasă) (Tip: incinta)                                                | municipiul Miercurea Ciuc                            | str. Caianu Ion 53, str. Kajoni nr. 47, punct Ciuboteni | sec. XVII                              |            |                                               | Încărcați imagine | Raportați eroare |
| 85065.06.02 (Cod LMI: HR-II-m-B-12874)    | Situl arheologic "Biserica unitariană medievală de la Merești" / ansamblu anonim (Categorie: structură de cult/religioasă) (Tip: Biserică)                                                              | sat Merești, comuna Merești                          | str. Principală 553                                     | 1786 - 1793                            |            |                                               | Încărcați imagine | Raportați eroare |
| 85065.06.01 (Cod LMI: HR-II-m-B-12874)    | Situl arheologic "Biserica unitariană medievală de la Merești" / ansamblu anonim (Categorie: structură de cult/religioasă) (Tip: Biserică)                                                              | sat Merești, comuna Merești                          | str. Principală 553                                     | sec. XIII-XIV                          |            |                                               | Încărcați imagine | Raportați eroare |
| 85065.06.03 (Cod LMI: HR-II-m-B-12874)    | Situl arheologic "Biserica unitariană medievală de la Merești" / ansamblu anonim (Categorie: structură de cult/religioasă) (Tip: Cimitir)                                                               | sat Merești, comuna Merești                          | str. Principală 553                                     | sec. XIII-XIV                          |            |                                               | Încărcați imagine | Raportați eroare |
| 85733.01.01 (Cod LMI: HR-II-a-A-12880)    | Ansamblul bisericii romano-catolice medievale "A tuturor Sfinților" de la Misentea / ansamblu anonim (Categorie: structură de cult/religioasă) (Tip: Biserică)                                          | sat Misentea, comuna Leliceni                        | 167                                                     | sec. XIII-XIV                          |            | 46°19′36″N 25°53′33″E / 46.32667°N 25.8925°E  | Încărcați imagine | Raportați eroare |
| 85733.01.01 (Cod LMI: HR-II-a-A-12880)    | Ansamblul bisericii romano-catolice medievale "A tuturor Sfinților" de la Misentea / complex anonim (Categorie: structură de cult/religioasă) (Tip: zid de incintă)                                     | sat Misentea, comuna Leliceni                        | 167                                                     | 1247                                   |            | 46°19′36″N 25°53′33″E / 46.32667°N 25.8925°E  | Încărcați imagine | Raportați eroare |
| 85733.01.02 (Cod LMI: HR-II-a-A-12880)    | Ansamblul bisericii romano-catolice medievale "A tuturor Sfinților" de la Misentea / ansamblu anonim (Categorie: structură de cult/religioasă) (Tip: Zid de incintă)                                    | sat Misentea, comuna Leliceni                        | 167                                                     | 1247 sec. XV - XIX                     |            | 46°19′36″N 25°53′33″E / 46.32667°N 25.8925°E  | Încărcați imagine | Raportați eroare |
| 85733.01.03 (Cod LMI: HR-II-a-A-12880)    | Ansamblul bisericii romano-catolice medievale "A tuturor Sfinților" de la Misentea / ansamblu anonim (Categorie: structură de cult/religioasă) (Tip: Cimitir)                                           | sat Misentea, comuna Leliceni                        | 167                                                     | sec. XIV - sec. XVI                    |            | 46°19′36″N 25°53′33″E / 46.32667°N 25.8925°E  | Încărcați imagine | Raportați eroare |
| 83339.30.01                               | Așezarea de epoca bronzului de la Miercurea Ciuc - Ciuboteni / ansamblu anonim (Categorie: locuire civilă) (Tip: Locuire)                                                                               | municipiul Miercurea Ciuc                            | Ciuboteni                                               |                                        |            | 46°23′00″N 25°42′20″E / 46.38334°N 25.70555°E | Încărcați imagine | Raportați eroare |
| 83339.30.02                               | Așezarea de epoca bronzului de la Miercurea Ciuc - Ciuboteni / ansamblu anonim (Categorie: locuire civilă) (Tip: Așezare deschisă)                                                                      | municipiul Miercurea Ciuc                            | Ciuboteni                                               |                                        |            | 46°23′00″N 25°42′20″E / 46.38334°N 25.70555°E | Încărcați imagine | Raportați eroare |
| 83339.30.03                               | Așezarea de epoca bronzului de la Miercurea Ciuc - Ciuboteni / ansamblu anonim (Categorie: locuire civilă) (Tip: Locuire)                                                                               | municipiul Miercurea Ciuc                            | Ciuboteni                                               |                                        |            | 46°23′00″N 25°42′20″E / 46.38334°N 25.70555°E | Încărcați imagine | Raportați eroare |
| 83339.32.01                               | Locuire eneolitică la Miercurea Ciuc - Poligon / ansamblu anonim (Categorie: locuire) (Tip: Locuire) | municipiul Miercurea Ciuc                            | Poligon                                                 |                                        |            |                                               | Încărcați imagine | Raportați eroare |
| 83339.33.01                               | Locuire neolitică de la Miercura Ciuc-Toszeg telek / ansamblu anonim (Categorie: locuire) (Tip: Locuire)                                                                                                | municipiul Miercurea Ciuc                            | Toszeg telek                                            |                                        |            |                                               | Încărcați imagine | Raportați eroare |
| 83339.34.01                               | Locuire neolitică de la Miercura Ciuc-dealul Nagy / ansamblu anonim (Categorie: locuire) (Tip: Locuire)                                                                                                 | municipiul Miercurea Ciuc                            | dealul Nagy                                             |                                        |            |                                               | Încărcați imagine | Raportați eroare |
| 83339.35.01                               | Locuire neolitică de la Miercura Ciuc-Liceu / ansamblu anonim (Categorie: locuire) (Tip: Locuire) | municipiul Miercurea Ciuc                            | Liceu                                                   |                                        |            |                                               | Încărcați imagine | Raportați eroare |
| 83339.36.01                               | Locuire neolitică de la Miercura Ciuc-Șumudeu / ansamblu anonim (Categorie: locuire) (Tip: Locuire) | municipiul Miercurea Ciuc                            | Șumudeu                                                 |                                        |            |                                               | Încărcați imagine | Raportați eroare |
| 83339.37                                  | Locuire neolitică de la Miercura Ciuc-Fodorkert (Categorie: locuire) (Tip: locuire) | municipiul Miercurea Ciuc                            | Fodorkert                                               |                                        |            |                                               | Încărcați imagine | Raportați eroare |
| 83687.01.01                               | Situl arheologic de la Moglănești-Pârâul Baicăului / ansamblu anonim (Categorie: locuire) (Tip: așezare)                                                                                                | localitate componentă Moglănești, municipiul Toplița | Pârâul Baicăului                                        |                                        |            | 46°55′27″N 25°22′25″E / 46.92417°N 25.37361°E | Încărcați imagine | Raportați eroare |
| 83687.01.02                               | Situl arheologic de la Moglănești-Pârâul Baicăului / ansamblu anonim (Categorie: locuire) (Tip: Locuire)                                                                                                | localitate componentă Moglănești, municipiul Toplița | Pârâul Baicăului                                        | Noua                                   |            | 46°55′27″N 25°22′25″E / 46.92417°N 25.37361°E | Încărcați imagine | Raportați eroare |
| 83339.29.01                               | Situl arheologic de la Miercurea Ciuc - Piscul Cetățuii / ansamblu anonim(Cetățuia, Jigodin III) (Categorie: locuire) (Tip: așezare deschisă)                                                           | municipiul Miercurea Ciuc                            | Piscul Cetățuii                                         |                                        |            | 46°21′04″N 25°44′38″E / 46.35099°N 25.74398°E | Încărcați imagine | Raportați eroare |
| 83339.29.02                               | Situl arheologic de la Miercurea Ciuc - Piscul Cetățuii / ansamblu anonim(Cetățuia, Jigodin III) (Categorie: locuire) (Tip: așezare deschisă)                                                           | municipiul Miercurea Ciuc                            | Piscul Cetățuii                                         | Wietenberg                             |            | 46°21′04″N 25°44′38″E / 46.35099°N 25.74398°E | Încărcați imagine | Raportați eroare |
| 83339.29.03                               | Situl arheologic de la Miercurea Ciuc - Piscul Cetățuii / ansamblu anonim(Cetățuia, Jigodin III) (Categorie: locuire) (Tip: așezare deschisă)                                                           | municipiul Miercurea Ciuc                            | Piscul Cetățuii                                         | Daci liberi                            |            | 46°21′04″N 25°44′38″E / 46.35099°N 25.74398°E | Încărcați imagine | Raportați eroare |
| 83339.02.01                               | Situl arheologic de la Miercurea Ciuc - piscul Șumuleul Mic / ansamblu anonim (Categorie: locuire) (Tip: așezare deschisă)                                                                              | municipiul Miercurea Ciuc                            | piscul Șumuleul Mic                                     |                                        |            |                                               | Încărcați imagine | Raportați eroare |
| 83339.02.02                               | Situl arheologic de la Miercurea Ciuc - piscul Șumuleul Mic / ansamblu anonim (Categorie: locuire) (Tip: așezare deschisă)                                                                              | municipiul Miercurea Ciuc                            | piscul Șumuleul Mic                                     |                                        |            |                                               | Încărcați imagine | Raportați eroare |